# 물드는 세계의 내일로부터
물드는 세계의 내일로부터(일본어: 色づく世界の明日から)는 P.A.WORKS에서 제작한 오리지널 애니메이션이다.
2018년 10월부터 12월까지 마이니치 방송 '아니메이즘' B2 등에서 방송된 심야 애니메이션이다.

## 줄거리
이야기의 시작은 수십년 후의 나가사키. 작은 마법이 남은, 조금은 이상한 세계.
주인공 히토미(17세)는 마법사 가문의 후예. 어릴 때 색각을 잃어 감정이 부족한 아이가 되었다. 그런 히토미의 장래를 걱정한 대마법사 할머니 코하쿠는 마법으로 히토미를 2018년으로 보낸다.
갑자기 모르는 장소에 나타나 당황하는 히토미의 눈속에 강렬한 색채가 날아든다.

## 등장인물
- 츠키시로 히토미(성우: 이시하라 카오리)
- 츠키시로 코하쿠(성우: 혼도 카에데/시마모토 스미)
- 아오이 유이토(성우: 치바 쇼야)
- 카자노 아사기(성우: 이치노세 카나)
- 카와이 쿠루미(성우: 토야마 나오)
- 야마부키 쇼우(성우: 마에다 세이지)
- 후카자와 치구사(성우: 무라세 아유무)
- 츠키시로 루리(성우: 오오하라 사야카)
- 츠키시로 겐(성우: 모리카와 토시유키)
- 츠키시로 유즈하(성우: 한 케이코)
- 아오이 하루카(성우: 혼다 타카코)
- 카와이 마이카(성우: 타치바나 에미리)
- 아사카와 사나미(성우: 하세가와 이쿠미)
- 이치야나기 슈세이(성우: 스와베 준이치)
- 교감 선생님(성우: 우가키 히데나리)